# Carolyn Abbate
Carolyn Abbate (Nueva York, 20 de noviembre de 1956) es una musicóloga estadounidense, descrita por la Harvard Gazette como "una de las historiadoras de la música más exitosas y admiradas del mundo". Actualmente es profesora en la Universidad de Harvard. Su investigación se centra principalmente en el repertorio operístico del siglo XIX, ofreciendo enfoques creativos e innovadores para comprender estas obras de manera crítica e histórica. Algunos de sus trabajos más recientes han abordado temas como los estudios cinematográficos y los estudios de performance en general.

## Primeros años
Abbate nació de Dolores R. (Kollmeyer) y Russell V. Abbate; ella tiene dos hermanas. Completó su licenciatura en la Universidad Yale en 1977. Cuando todavía era estudiante en Yale, reconstruyó la partitura de La caída de la Casa Usher de Claude Debussy, una obra que durante mucho tiempo se consideró irremediablemente incompleta. Continuó sus estudios en Munich y Princeton, completando su doctorado en la Universidad de Princeton con J. Merrill Knapp en 1984.

## Carrera
En 1984 ocupó un puesto en el Departamento de Música de Princeton y fue nombrada profesora titular en 1991, convirtiéndose en ese momento en la integrante más joven de la facultad de humanidades designado para ese rango. Recibió la Medalla Dent de la Royal Musical Association en 1993, y recibió una Beca Guggenheim en 1994. En 2005, aceptó un nombramiento en la Universidad de Harvard y de 2008 a 2012 enseñó en el Departamento de Música de la Universidad de Pensilvania como Profesora Distinguida de Música Christopher H. Browne. En 2013, regresó a Harvard, donde fue nombrada profesora de la Universidad Paul y Catherine Buttenwieser en 2014. También ha ocupado cargos en la Universidad de California en Berkeley, y la Freie Universität de Berlín, y ha sido miembro del Wissenschaftskolleg de Berlín, del King's College de la Universidad de Cambridge y del Instituto de Estudios Avanzados de la Universidad de Princeton.
En febrero de 2022, fue una de los 38 profesores de Harvard que firmaron una carta al profesor defensor de Harvard Crimson, John Comaroff, quien había violado las políticas de conducta sexual y profesional de la universidad. La carta defendía a Comaroff como "un excelente colega, asesor y ciudadano universitario comprometido" y expresaba su consternación por su sanción por parte de la universidad. Después de que los estudiantes presentaran una demanda con acusaciones detalladas de las acciones de Comaroff y la falta de respuesta de la universidad, Abbate fue una de varios firmantes que dijeron que deseaba retractarse de su firma.

## Trabajo musicológico
La disertación de Abbate, titulada El "parisino" Tannhäuser, abordó cuestiones históricas y estéticas relacionadas con el estreno parisino de la ópera de Richard Wagner en 1861. Un extracto importante de este trabajo se publicó en el Journal of the American Musicological Society en 1983. En 1990, publicó una traducción de Musicologie générale et sémiologie de Jean-Jacques Nattiez bajo el título Música y discurso: hacia una semiología de la música.
Su primera monografía, Voces no reconocidas: ópera y narrativa musical en el siglo XIX, fue publicada por Princeton University Press en 1991. En este libro, Abbate explora la metáfora de la "narrativa" musical en seis estudios de caso extensos. Ella describe su trabajo de la siguiente manera:

[E]n efecto doto ciertos momentos musicales aislados de rostros, y por tanto de lenguas y una presencia sonora especial. Construyo voces a partir del discurso musical. Las preguntas que me preocuparon son: ¿Cómo parecen "ellos" hablar? ¿Por qué los escuchamos? ¿Cuál es su fuerza? ¿Precisamente qué gestos musicales se pueden interpretar como que delatan su presencia? Los seis capítulos siguientes intentan recuperar estas voces que, de ahí el sentido de mi título, han sido pasadas por alto, no cantadas. La sensibilidad a esta presencia construida significa poseer ese "segundo oído" (una forma auditiva de "segunda vista"), que reanima, espero, el sentido de lo siniestro en la música.
Carolyn Abbate

Su segunda monografía, En busca de la ópera, refleja un estrecho compromiso con la filosofía estética de Vladimir Jankélévitch, lo que resulta en una exploración de las intersecciones de lo inefable y los aspectos performativos de la ópera. Al igual que en Voces Unsung, Abbate avanza a través de una serie de estudios de casos, esta vez explorando obras que van desde La Flauta Mágica de Mozart hasta Parsifal de Wagner y Pelleas et Melisande de Debussy.

## Vida personal
Abbate estaba casado con Lee Clark Mitchell. Tiene 2 hijos.